# Dithela acuticercus
Dithela acuticercus är en insektsart som beskrevs av Sjöstedt 1912. Dithela acuticercus ingår i släktet Dithela och familjen vårtbitare. Inga underarter finns listade i Catalogue of Life.